# Robert Stigell

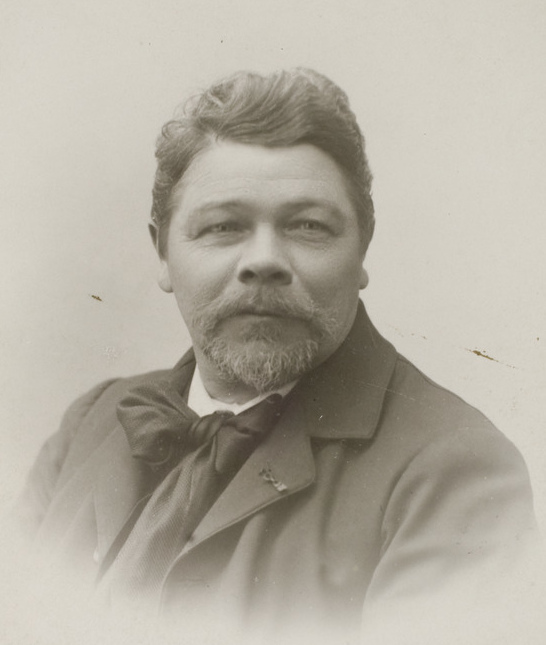
Robert Stigell (Daniel Nyblin, 1903)

Robert Stigell (russisch Роберт Стигелл; * 2. Maijul. / 14. Mai 1852greg. in Sveaborg; † 18. Novemberjul. / 1. Dezember 1907greg. in Helsinki) war ein russischer Bildhauer finnischer Herkunft.

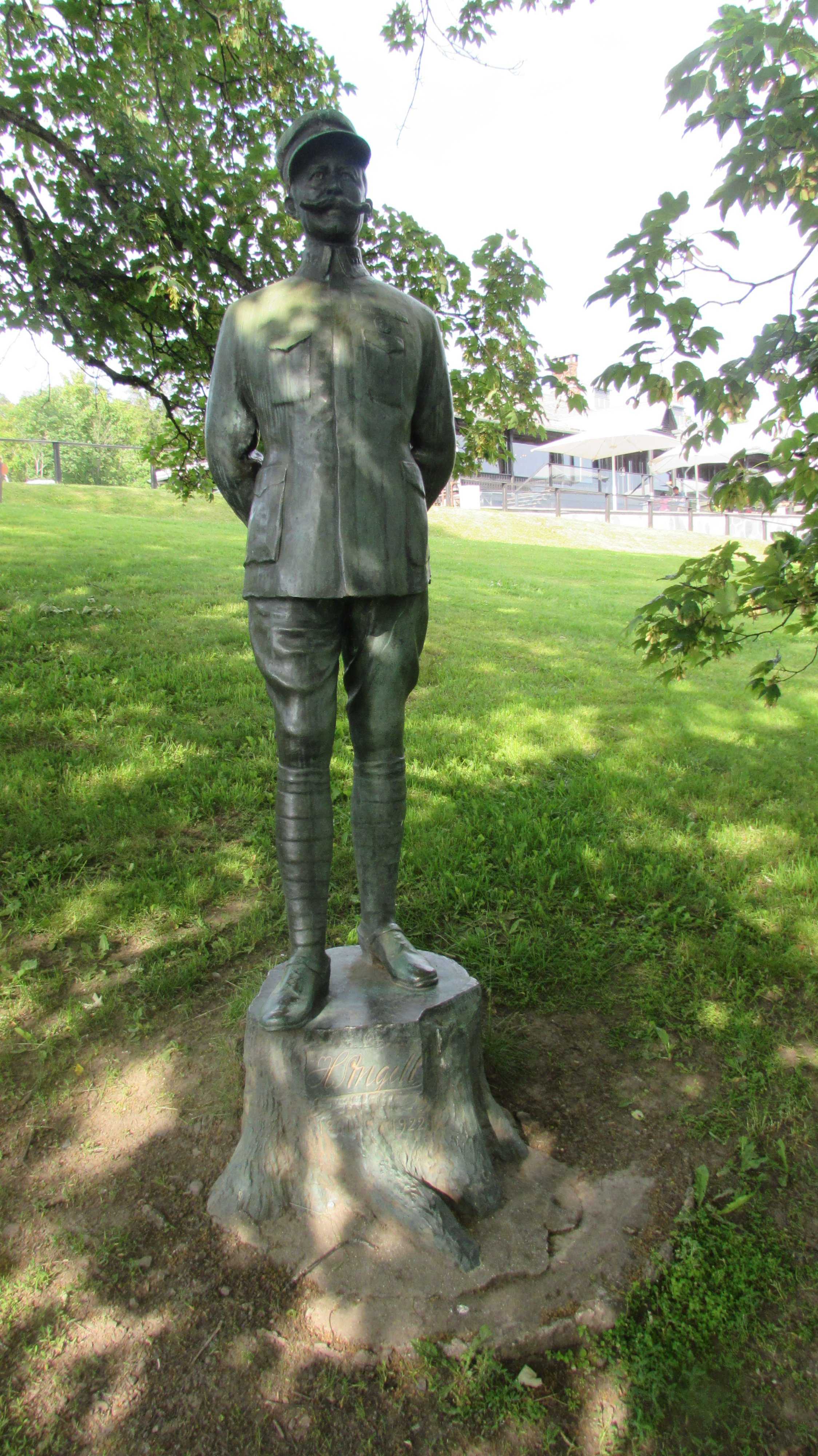
Denkmal in Oslo

## Leben
Der Finnlandschwede Stigell, Sohn des Steinmetzen Henrik Stigell, kam als Fünfzehnjähriger nach St. Petersburg, wo er 1869–1870 an der Zeichenschule der Kunstgesellschaft Finnlands als Steinmetz ausgebildet wurde. Er studierte  in Rom 1872–1876 an der Accademia di San Luca und in Paris 1876–1878 an der École des Beaux-Arts.
Stigell lebte fast 20 Jahre in Paris.

## Werke (Auswahl)

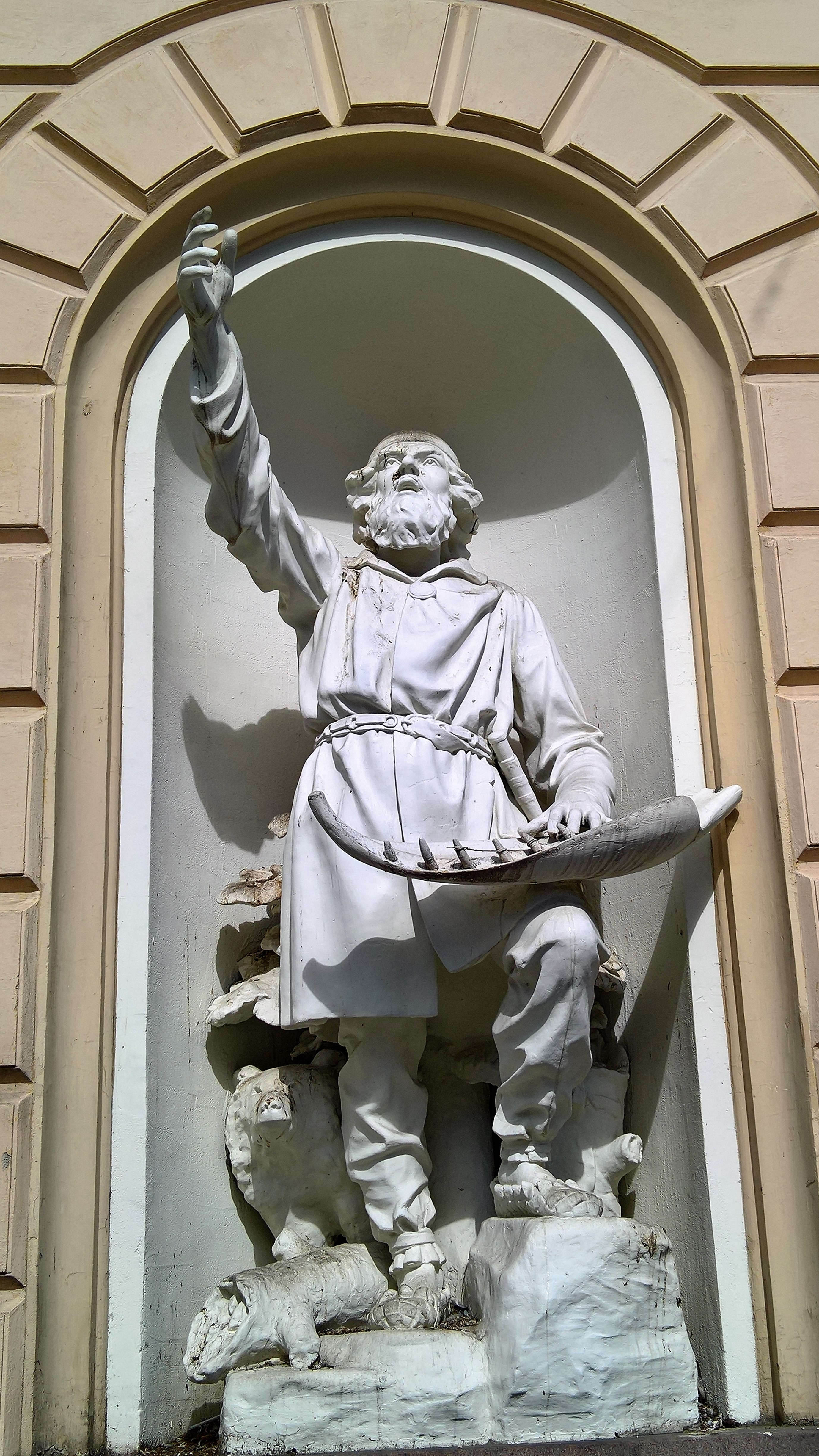
Väinämöinen (aus dem Kalevala, 1888),[2] Haupteingang des Alten Studentenhauses, Helsinki
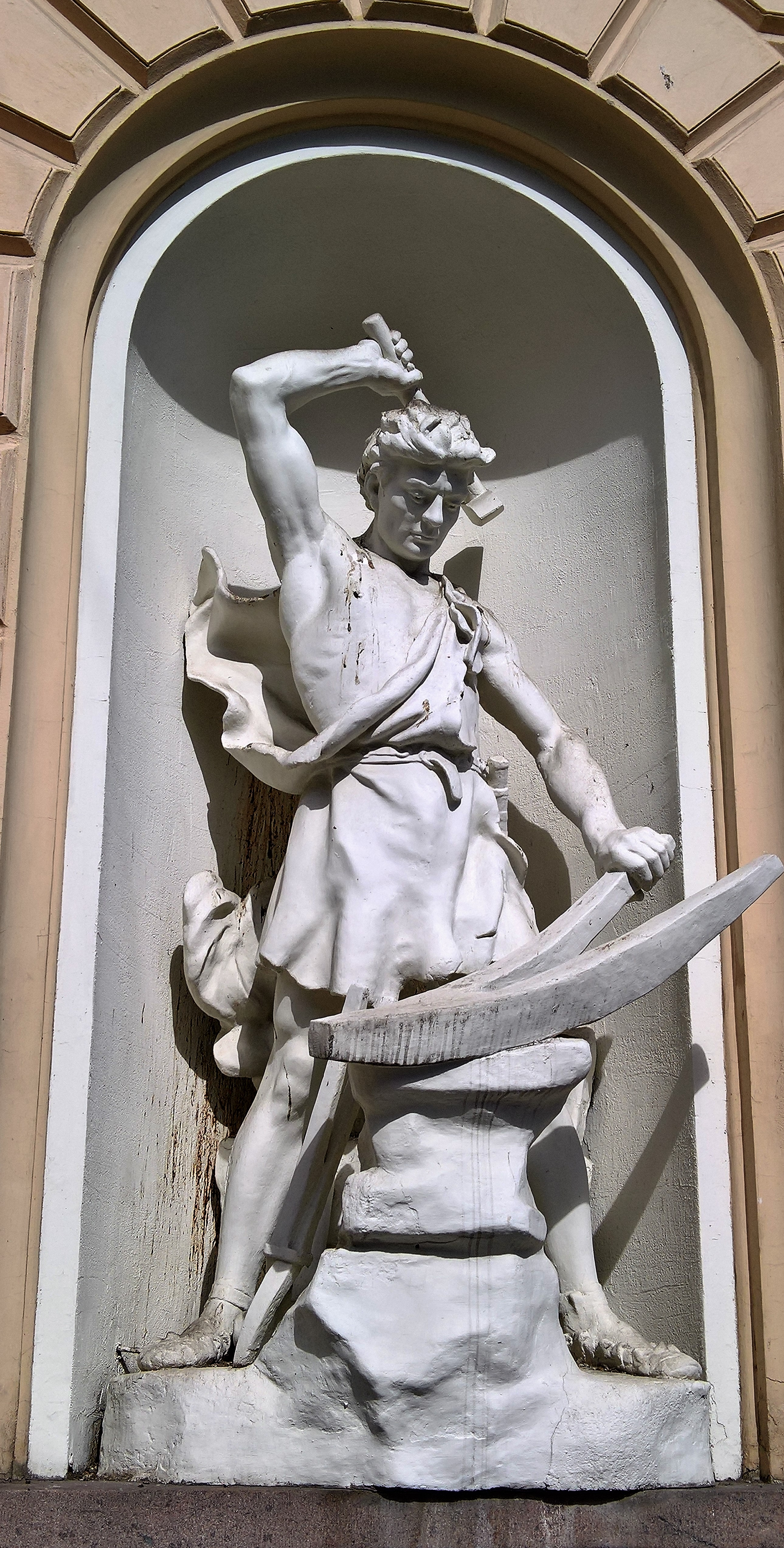
Ilmarinen (aus dem Kalevala, 1888),[2] Haupteingang des Alten Studentenhauses, Helsinki
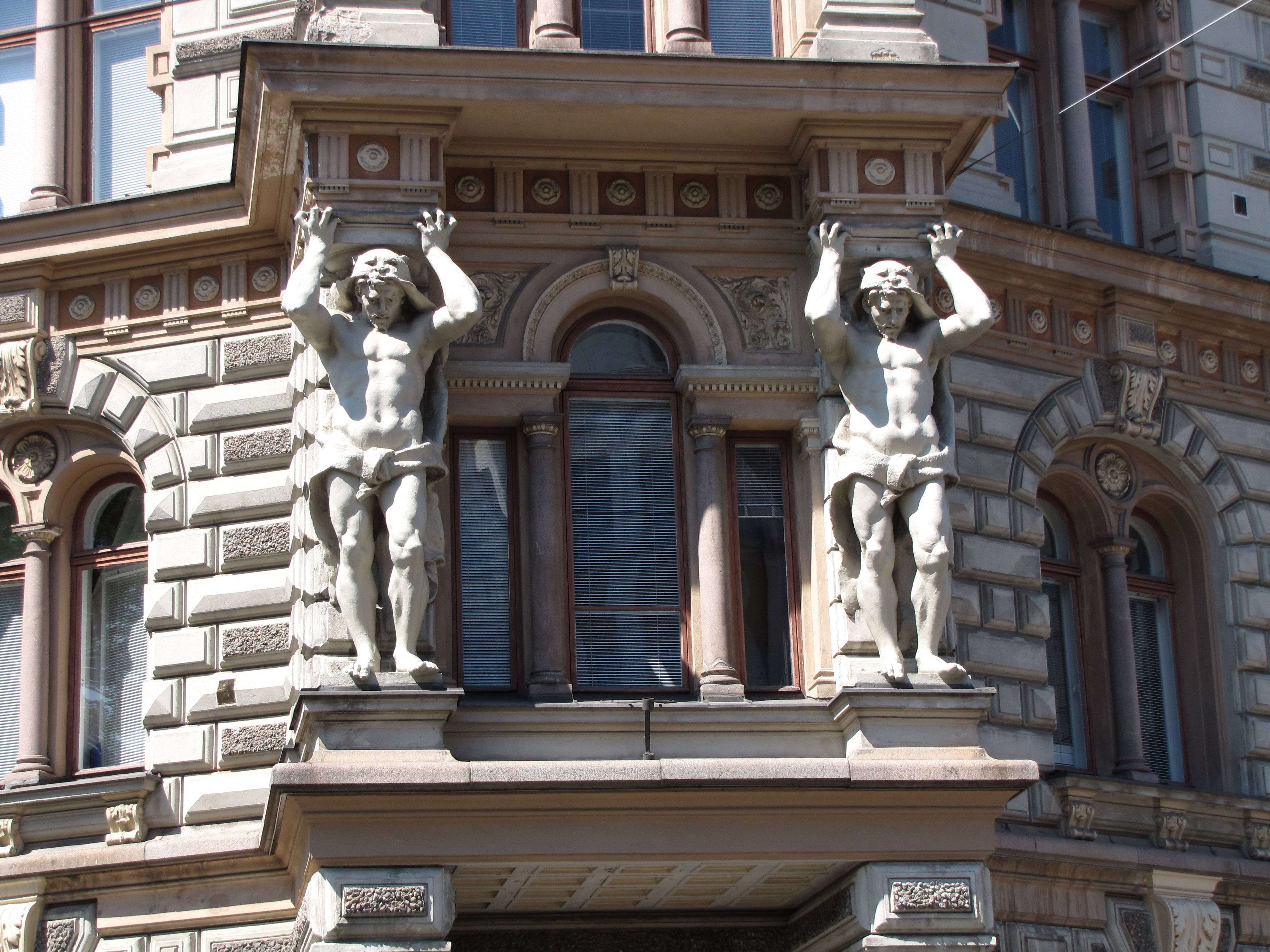
Atlanten (1889), Haus der Kaleva-Versicherungsgesellschaft, Erottaja 2, Helsinki
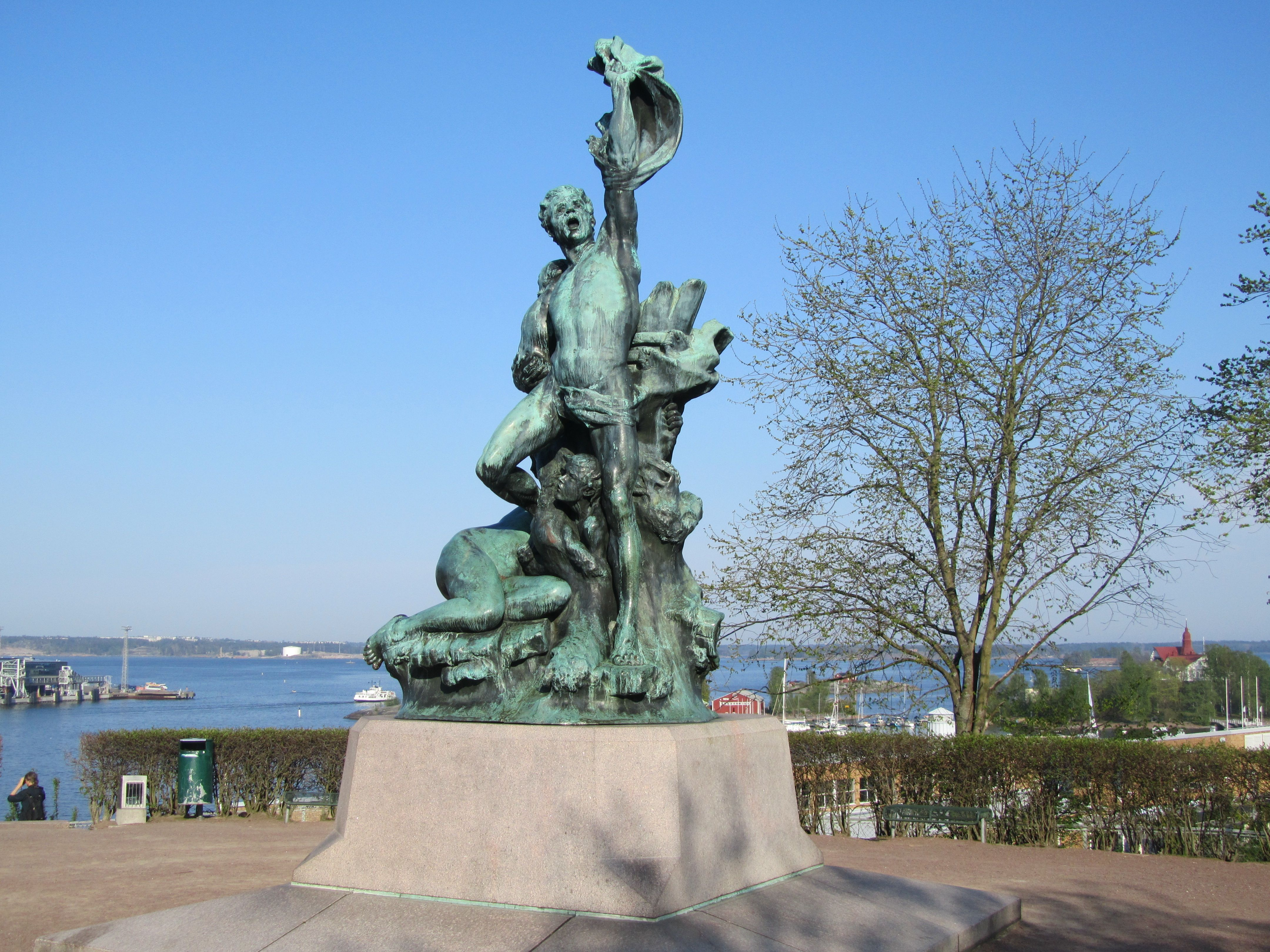
Der Schiffbrüchige (1898),[5] Helsinki
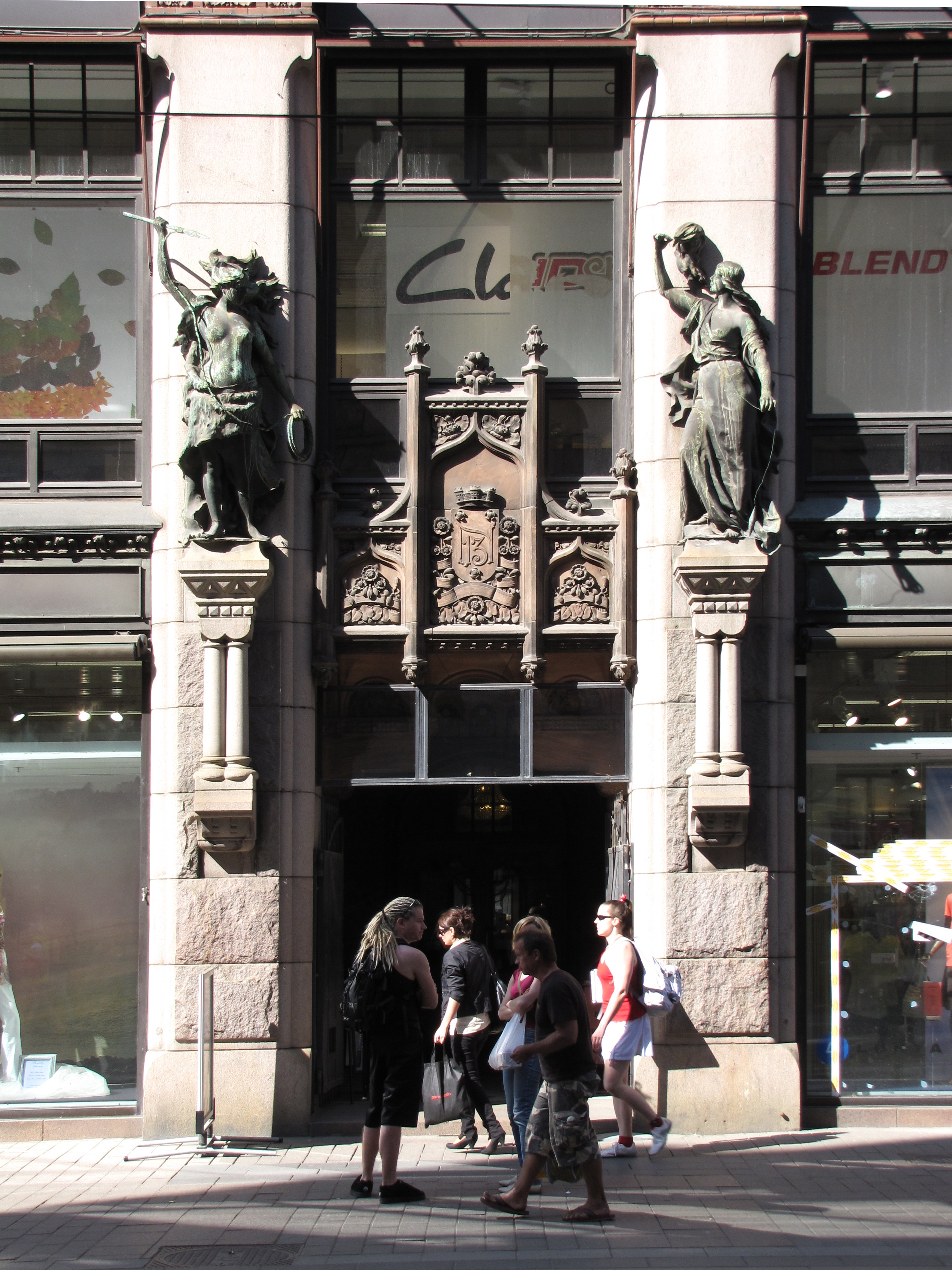
Spinnerin und Jäger (1900), Aleksanterinkatu 13, Helsinki
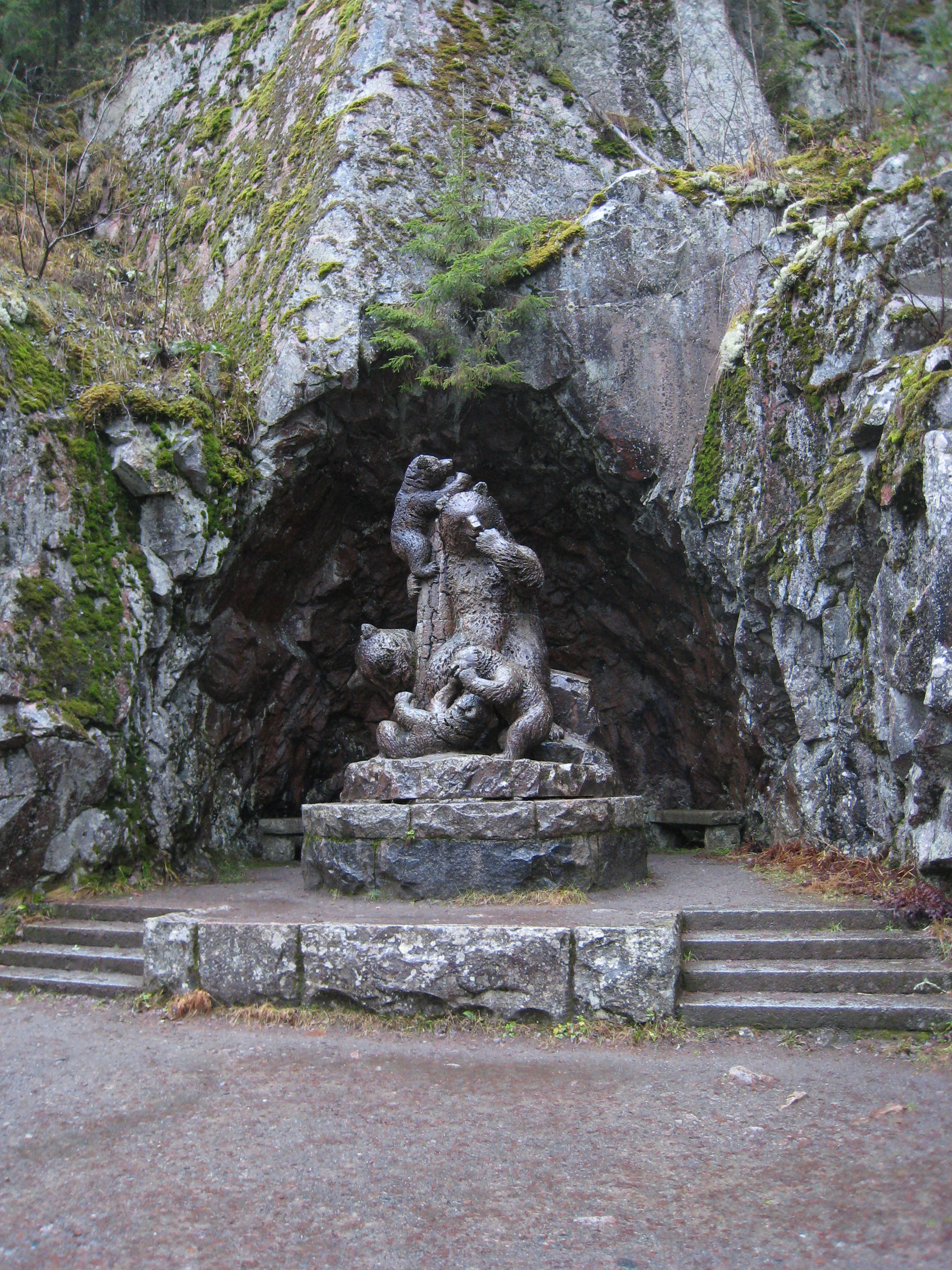
Bären (1906)